# Strachaly
Strachaly jsou vesnice, část obce Snědovice v okrese Litoměřice. Nachází se asi 3 km na severovýchod od Snědovic. V roce 2009 zde bylo evidováno 81 adres. V roce 2011 zde trvale žilo 84 obyvatel.
Strachaly je také název katastrálního území o rozloze 2,93 km2.

## Historie
Nejstarší písemná zmínka pochází z roku 1390.

## Obyvatelstvo
|                                                                                                 | 1869 | 1880 | 1890 | 1900 | 1910 | 1921 | 1930 | 1950 | 1961 | 1970 | 1980 | 1991 | 2001 | 2011 |
| ----------------------------------------------------------------------------------------------- | ---- | ---- | ---- | ---- | ---- | ---- | ---- | ---- | ---- | ---- | ---- | ---- | ---- | ---- |
| Obyvatelé                                                                                       | 368  | 328  | 255  | 291  | 281  | 250  | 259  | 102  | 99   | 74   | 62   | 41   | 66   | 84   |
| Domy                                                                                            | 60   | 57   | 57   | 57   | 57   | 57   | 54   | 41   | 42   | 22   | 17   | 24   | 28   | 33   |
| Tabulka obsahuje údaje části Lomy a počet domů z roku 1961 zahrnuje domy místní části Bylochov. |      |      |      |      |      |      |      |      |      |      |      |      |      |      |

## Pamětihodnosti
- Kaple
- Usedlost čp. 27